# Mesopolobus lichtensteini
Mesopolobus lichtensteini is een vliesvleugelig insect uit de familie Pteromalidae. De wetenschappelijke naam is voor het eerst geldig gepubliceerd in 1903 door Mayr.